# Буше, Эдвард
Эдвард Александр Буше (англ. Edward Alexander Bouchet; 15 сентября 1852, Нью-Хейвен — 28 октября 1918, Нью-Хейвен) — американский физик и педагог, первый в истории афроамериканец, получивший докторскую степень по физике.

## Биография
Эдвард Буше родился 15 сентября 1852 года в Нью-Хейвене (Коннектикут) в семье Уильяма (1817—1885) и Сьюзен Буше (1817—1920). Эдвард был младшим ребёнком и единственным сыном в семье. Он получил начальное образование в школе для цветных (Artisan Street Colored School), а среднее — в школе Хопкинс (Hopkins School). В 1870 году он поступил в Йельский университет, где изучал науки (физику, математику, астрономию, механику), языки (английский, французский, немецкий, греческий, латынь), логику и риторику. В 1874 году Буше получил степень бакалавра с отличием (summa cum laude), а в 1876 году защитил диссертацию на тему «Измерение показателей преломления» (англ. Measuring Refractive Indices), став первым афроамериканским физиком, удостоенным докторской степени (вторым стал Элмер Аймс лишь 42 года спустя). В том же году он первым из чернокожих американцев был принят в Общество Phi Beta Kappa.
Через три месяца после защиты Буше получил место преподавателя физики и химии в Институте для цветной молодёжи в Филадельфии, где проработал 26 лет. В дальнейшем он сменил несколько работ: был учителем физики и математики в школе Самнер (Sumner High School) в Сент-Луисе (1902—1903), управляющим делами больницы (1903—1904) и таможенным инспектором (1904—1905) там же, директором по учебной части (director of academics) нормальной и промышленной школы (St. Paul's Normal and Industrial School) в Лоуренсвилле (Виргиния) и с 1908 года — директором школы (Lincoln High School) в Галлиполисе (Огайо). Через четыре или пять лет из-за артериосклероза Буше был вынужден вернуться в Нью-Хейвен. В 1914—1916 годах он трудился в Бишоп-колледже (Bishop College) в Маршалле (Техас), однако из-за ухудшения здоровья был вынужден вновь вернуться в родной город, где и скончался 28 октября 1918 года. Он никогда не был женат и не имел детей.
Буше был членом Франклиновского института и Американской академии политических и социальных наук. С 1883 года он был членом приходского управления церкви Св. Фомы в Филадельфии, а в 1889 году стал секретарём управления.
С 1988 года при Международном центре теоретической физики существует Институт Эдварда Буше и Абдуса Салама для поддержки сотрудничества между африканскими и американскими физиками. С 1994 года Американское физическое общество ежегодно вручает премию Эдварда Буше (Edward A. Bouchet Award), которой отмечаются достижения представителей национальных меньшинств.